# Sulitjelmaisen
La Sulitjelmaisen en (noruec) o Salajekna en suec (sami de Lule: Sállajiegŋa) és una de les glaceres més grans de la Noruega continental. La major part de la glacera se situa a Noruega (municipi de Fauske, comtat de Nordland), excepte la part més oriental, que creua la frontera cap a Suècia (municipi de Jokkmokk, Comtat de Norrbotten), on se'l coneix com a Salajekna. Quan es considera tota la glacera, és la glacera més gran de Suècia.
El punt més alt de la glacera és a 1.680 metres sobre el nivell del mar i el seu punt més baix està a una alçada de 830 metres. La glacera ha retrocedit en els últims anys. El llac Låmivatnet es troba just al sud de la glacera.
La Universitat d'Estocolm opera amb una estació meteorològica automàtica prop del front de la glacera.